# Barrett XM500
Le Barrett XM500 est un fusil de sniper et fusil anti-matériel américain de calibre 12,7 × 99 mm OTAN (.50 BMG) fabriqué par la Barrett Firearms Manufacturing.

## Origine et conception
Le Barrett XM500 est basé sur le Barrett M82/M107, du même calibre, mais vise à être plus léger et plus compact que son prédécesseur.
Son fonctionnement est semi-automatique à emprunt de gaz, utilisant des chargeurs de 10 cartouches. Sa conception est en bullpup, ce qui veut dire que le chargeur est derrière la détente, ce qui fournit une arme plus compacte sans sacrifier la longueur du canon. Son canon est fixe, contrairement à celui du M82, ce qui lui donne une meilleure précision.
Il est fourni avec un bipied (le recul est important, étant donné le calibre, son utilisation se fait généralement couché), et un rail Picatinny permettant le montage d'une lunette. L'arme dispose également d'un frein de bouche, destiné à réduire le recul, qui est important étant donné la munition utilisée.
Le Barrett XM500 est développé principalement pour les forces armées américaines.